# Rancho Juárez, Tezoatlán de Segura y Luna
Rancho Juárez är en ort i Mexiko.   Den ligger i kommunen Heroica Villa Tezoatlán de Segura y Luna och delstaten Oaxaca, i den sydöstra delen av landet, 240 km sydost om huvudstaden Mexico City. Rancho Juárez ligger 1 859 meter över havet och antalet invånare är 116.
Terrängen runt Rancho Juárez är kuperad. Runt Rancho Juárez är det ganska glesbefolkat, med 48 invånare per kvadratkilometer. Närmaste större samhälle är San Andrés Dinicuiti, 18,0 km nordost om Rancho Juárez. I omgivningarna runt Rancho Juárez växer huvudsakligen savannskog.